# 韩立华
韩立华（1963年11月—），汉族，黑龙江省兰西县人。中华人民共和国政治人物。东北师范大学人文地理专业毕业。

## 生平
1986年6月加入中国共产党。
2012年11月，任七台河市代市长（2013年1月当选市长）。2013年，韩氏当选为第十二届全国人民代表大会黑龙江地区代表，任期5年。2015年5月，任大庆市人民政府副市长、代市长。2017年2月，任中共大庆市委书记。
2021年2月，当选为黑龙江省政协副主席。